# Eduardo Díaz-Rubio García
Eduardo Díaz-Rubio García (Cádiz, 2 de octubre de 1946) es un médico español especialista en Oncología Médica. Doctor en Medicina y Cirugía, Catedrático Emérito de la Facultad de Medicina de la Universidad Complutense de Madrid, Oncólogo Emérito del Sistema Madrileño de Salud, Académico de Número y Presidente de la Real Academia Nacional de Medicina. Entre sus principales contribuciones se encuentra el desarrollo terapéutico del cáncer colorrectal con fármacos como el oxaliplatino, irinotecán y bevacizumab.

## Biografía y trayectoria
Nació el 2 de octubre de 1946 en  Cádiz, Andalucía. En junio de 1970 se licencia en Medicina por la Universidad Complutense de Madrid donde pasa a ser Profesor Ayudante. Dos años más tarde se doctora Premio Extraordinario leyendo su tesis «Conducta de las inmunoglobulinas y otras proteínas plasmáticas en las Hemoblastosis estudiadas por métodos inmunológicos», realizando la residencia en el Hospital Clínico San Carlos. Se especializa en este periodo en Oncología Médica, en el Hospital Paul Brousse de París, junto al profesor Georges Mathé (1922-2010). De vuelta en España, crea en 1976 la Unidad de Oncología Médica del Hospital Clínico San Carlos. Diaz-Rubio fue, junto con Jordi Estapé, pionero en la creación de la especialidad de Oncología Clínica en España.
En 1982, la Unidad de Oncología Médica se convierte en el Servicio de Oncología Médica, de la que Díaz-Rubio es su jefe de servicio desde entonces hasta 2017.
Fundó en 1986 el Grupo Español de Tratamiento de los Tumores Digestivos (TTD), del que sería su presidente hasta 2004 y del que aún forma parte como Presidente de Honor.
Presidió desde 1991 a 1993 de la Sociedad Española de Oncología Médica (SEOM) y la Federación de Sociedades Oncológicas (FESEO). Realizó las oposiciones a la plaza de Catedrático de Oncología Médica de la Universidad Complutense de Madrid que ganó en 1992, cargo que desempeñó hasta 2017. Fue Presidente de la Comisión Nacional de Oncología Médica desde 1991 hasta octubre de 2003.
Desde 1998 a 2002, fue director del Departamento de Medicina de la Universidad Complutense. En 2002 fue nombrado Director de la Unidad de Gestión Clínica de Oncología Médica del Hospital Clínico San Carlos y en 2008 Director del Instituto de Oncología del mismo hospital, plaza que ocupó hasta 2017.
En mayo de 2003 fue nombrado por el Ministerio de Sanidad y Consumo responsable del Plan Integral Contra el Cáncer, cargo que ocupó hasta junio del 2008.
En el año 2005 fue nombrado representante español en la Organización Mundial para la Salud en Cáncer, así como para la Alianza Europea Contra el Cáncer. Igualmente ha acudido al Senado para la defensa de acciones a tomar sobre genómica en determinados momentos de la historia reciente.
En enero de 2006 fue nombrado Académico de Número de la Real Academia Nacional de Medicina. Desde 2016 hasta 2020 ocupó el puesto de vicepresidente de dicha institución, en sustitución de Manuel Escudero Fernández, y el 8 de julio de 2020 fue nombrado Presidente, sucediendo a Joaquín Poch Broto.
En 2017 fue nombrado Catedrático Emérito de la Universidad Complutense de Madrid, así como Oncólogo Emérito del Sistema Madrileño de Salud.

## Obra
Sus principales áreas de especialización son: tumores digestivos (particularmente cáncer de colon), formación de oncólogos y planificación de la atención al paciente con cáncer.
Ha dirigido 23 proyectos de investigación básica o traslacional (la que se encarga de hacer llegar a la práctica clínica los desarrollos e investigaciones de laboratorio), 267 proyectos de investigación clínica, más de 280 publicaciones, 100 libros de la especialidad de Oncología Médica y otras 600 publicaciones en las que interviene como coautor. Entre sus publicaciones posee más de 4600 citaciones científicas según el ISI Citation Index. Las principales revistas clínicas de oncología en las que publica son Journal of Clinical Oncology y Annals of Oncology. Entre sus artículos más citados se encuentran:
- «Active first-line therapy for patients with metastatic colorectal cancer». (2004)[22]
- «Irinotecan in combination with Fluorouracil in a 48-hour continuous infusion as first-line chemotherapy for elderly patients with metastatic colorectal cancer: a spanish cooperative group for the treatment of digestive tumors study». (2005)[23]
- «Phase III Study of Capecitabine Plus Oxaliplatin Versus Continuous-Infusion Fluorouracil Plus Oxaliplatin As First-Line Therapy in Metastatic Colorectal Cancer: Final Report of the Spanish Cooperative Group for the Treatment of Digestive Tumors Trial». 2007[24]
- «Randomized phase III study of capecitabine plus oxaliplatin compared with fluorouracil/folinic acid plus oxaliplatin as first-line therapy for metastatic colorectal cancer». 2008[25]
- «Bevacizumab in combination with oxaliplatin-based chemotherapy as first-line therapy in metastatic colorectal cancer: a randomized phase III study». 2008[26]

## Actividad investigadora
La línea que defiende especialmente es el avance en terapia con dianas moleculares, mediante una actuación específica con bloqueadores moleculares para evitar el crecimiento tumoral, practicando una terapia farmacológica de reducción para abordar con posterioridad una cirugía de resección.
Según la publicación ciberonc del Instituto de Salud Carlos III, ha realizado en 27 años más de 800 ensayos clínicos en todas las etapas, fundamentalmente con dianas moleculares para promover la citotoxicidad de fármacos frente moléculas sensibles de células cancerosas. Posee importantes contribuciones sobre el 5-fluorouracilo, UFT, Irinotecan, Oxaliplatino y Bevacizumab, Cetuximab así como el Panitumumab en cáncer colorrectal, lo que le ha valido situarse como referente internacional en el tratamiento del cáncer de colon.
Ha dirigido trabajos hacia la obtención de biomarcadores, el estudio de células tumorales circulantes (biopsia líquida para identificación de ADNct o ADN circulante tumoral), genes susceptibles de producir cáncer de mama y colon y la clasificación molecular con aplicación clínica (microarrays). La unidad de investigación translacional del Grupo del Hospital Clínico San Carlos de Madrid que dirige está integrada en la Red de Investigación Cooperativa del Cáncer del Instituto Carlos III (RTICC). Sus principales líneas de investigación son:
- La evaluación de la actividad terapéutica de nuevos fármacos y combinados clínicos. Estudios en farmacodinámica, farmacocinética and farmacogenética en tumores sólidos.
- Los estudios predictivos en respuesta a la toxicidad en cáncer de colon, mama y pulmón.
- El estudio de células tumorales circulantes en sangre periférica en cáncer de colon, mama y pulmón.
- Los mecanismos moleculares de la susceptibilidad genética del cáncer (síndromes de Lynch y de cáncer de mama y ovario hereditario).

## Premios y distinciones
- Académico de Número de la Real Academia Nacional de Medicina[13]
- Premio Internacional de Investigación Oncológica Ramiro Carregal[2]
- Premio Fundamed & Wecare-u[3]
- Premio Somos Experiencia, somos Futuro[28]
- Premio Fundación ECO[29]
- Oncólogo Emérito del Sistema Madrileño de Salud y profesor Emérito de la Universidad Complutense de Madrid[19]